# 冠位十二阶
冠位十二阶（日语：／）确立于603年，是日本飞鸟时代确立的一个冠位制度。聖德太子立定的「冠位十二階」，各以的濃淡兩色的「紫、青、紅、黃、白、黑」六種顏色，來代表「德、仁、禮、信、義、智」。
具体的颜色如下所示：
| 1 |  | Daitoku | 大德 （濃紫） |

| 2 |  | Shōtoku | 小德 （薄紫） |

| 3 |  | Daijin | 大仁 （濃青） |

| 4 |  | Shōjin | 小仁 （薄青） |

| 5 |  | Dairei | 大禮 （濃赤） |

| 6 |  | Shōrei | 小禮 （薄赤） |

| 7 |  | Daishin | 大信 （濃黄） |

| 8 |  | Shōshin | 小信 （薄黄） |

| 9 |  | Daigi | 大義 （濃白） |

| 10 |  | Shōgi | 小義 （薄白） |

| 11 |  | Daichi | 大智 （濃黒） |

| 12 |  | Shōchi | 小智 （薄黒） |

## 腳注
1. ↑  Yoshimura, Takehiko: 'Kodai Ōken no Tenkai (古代王権の展開)', p. 126. Shūeisha, 1999.